# 劉文裕
劉文裕（944年—988年），字以宁，保州保塞（今河北省保定市）人，北宋政治人物。

## 生平
宋太祖开宝四年（971年）补殿值，开宝八年（975年）从讨江南南唐，中箭神色不变。宋太宗即位，太平兴国二年（977年），为秦州、陇州巡检。李飞雄和无赖恶少年勾结，纵酒赌博，伪造圣旨，擒拿文官。劉文裕擒李飞雄立功，迁军器库使。太平兴国四年（979年）从宋太宗征北汉太原，分兵控制石岭关。领儒州刺史、为高阳关都监，刘文裕与大将崔彦进击退契丹国万骑入犯。雍熙三年（986年），从潘美北征，因为陷失骁将杨业，削籍，流放登州。不久，宋太宗知道杨业失陷是由于监军王侁，召还劉文裕，为镇州兵马部署。端拱元年（988年），劉文裕卒于屯所，赠宁远军节度使。

## 家族
从祖母简穆皇后刘氏，宋太祖祖母。

## 延伸阅读
[在维基数据编辑]
 《宋史/卷463》，出自脱脱《宋史》